# Desigualdad riemanniana de Penrose
En relatividad general, la desigualdad de Penrose, inicialmente conjeturada por Sir Roger Penrose, estima la masa de un espacio-tiempo en términos del área total de sus agujeros negros y es una generalización del teorema de la masa positiva. 

## Fundamentos
La desigualdad riemanniana de Penrose es un caso especial importante. Específicamente, si (M, g) es una variedad tridimensional de Riemann asintóticamente plana con curvatura escalar no negativa y masa ADM m, y A es el área de la más externa superficie mínima (posiblemente con múltiples componentes conectados), entonces la desigualdad riemanniana de Penrose afirma
{\displaystyle m\geq {\sqrt {\frac {A}{16\pi }}}.}.
Esto es puramente un hecho geométrico, y se corresponde con el caso de un completo tridimensional espacio-como, totalmente geodésica de una subvariedad espacio-tiempo (3 + 1)-dimensional. Tal subconjunto a menudo se denomina conjunto de datos inicial simétrico en el tiempo para un espacio-tiempo. La condición de (M, g) que tiene una curvatura escalar no negativa es equivalente al espacio-tiempo que obedece a la condición de energía dominante.
Esta desigualdad fue probada por primera vez por Gerhard Huisken y Tom Ilmanen en 1997 en el caso en que A es el área del componente más grande de la superficie mínima más externa. Su prueba se basó en la maquinaria de flujo de curvatura media inversa débilmente definido , que desarrollaron. En 1999, Hubert Bray dio la primera prueba completa de la desigualdad anterior utilizando un flujo de métricas conforme . Ambos documentos fueron publicados en 2001.

## Motivación física
El argumento físico original que llevó a Penrose a conjeturar tal desigualdad invocó el teorema del área de Hawking y la hipótesis de la censura cósmica.

## Caso de igualdad
Las pruebas de Bray y Huisken-Ilmanen de la desigualdad riemanniana de Penrose afirman que bajo las hipótesis, si
{\displaystyle m={\sqrt {\frac {A}{16\pi }}}},
entonces la variedad en cuestión es isométrica a una porción del espacio-tiempo de Schwarzschild fuera de la superficie mínima más externa.

## Conjetura de Penrose
De manera más general, Penrose conjeturó que una desigualdad como la anterior debería ser válida para subvariedades espaciales de espacios-tiempo que no son necesariamente simétricos en el tiempo. En este caso, la curvatura escalar no negativa se reemplaza con la condición de energía dominante, y una posibilidad es reemplazar la condición superficial mínima con una condición de horizonte aparente. Probar tal desigualdad sigue siendo un problema abierto en la relatividad general, llamada conjetura de Penrose.